# 丹麥燒肉
丹麥燒肉（丹麥語：Flæskesteg）是丹麥傳統菜式，也是聖誕晚餐常見的主菜。香脆的外皮為其特色；通常伴以煲薯、焦糖薯（brunede kartofler）和紅甜菜（rødkål）共吃。
開蓋三文治中的Flæskesteg med rødkål以丹麥燒肉為材料，可配以紅甜菜、梅乾、香橙及醃青瓜，放於黑麥包上吃。